# (3666) Holman
Pour les articles homonymes, voir Holman.
(3666) Holman est un astéroïde de la ceinture principale.

## Description
(3666) Holman est un astéroïde de la ceinture principale. Il fut découvert le 19 avril 1979 à Cerro Tololo par Juan Carlos Muzzio. Il présente une orbite caractérisée par un demi-grand axe de 3,12 UA, une excentricité de 0,13 et une inclinaison de 2,4° par rapport à l'écliptique.

## Compléments